# John Villiers (3e comte de Clarendon)
Pour les articles homonymes, voir John Villiers (1er comte Grandison).
John Charles Villiers, 3e comte de Clarendon (14 novembre 1757 - 22 décembre 1838), est un pair britannique et député de la famille Villiers.

## Biographie
Il est né le 14 décembre 1757, second fils de Charlotte Capell, fille de William Capell (3e comte d'Essex), et Thomas Villiers (1er comte de Clarendon). Il fait ses études à St John's College (Cambridge) et au Collège d'Eton et obtient son diplôme de maîtrise en 1776 et de LL. D le 30 avril 1833. Il est convoqué au barreau du Lincoln's Inn le 22 juin 1779,.
En janvier 1784 Thomas Pitt (1er baron Camelford) (probablement à la demande de Pitt l'Ancien) fait élire Villiers au Parlement à une élection partielle pour Old Sarum, et il représente ce bourg pourri jusqu'en 1790, puis siège à Dartmouth 1790-1802, et pour les Bourgs Tain de 1802 au 27 mai 1805, date à laquelle il accepte les Chiltern Hundreds (afin de démissionner de son siège de parlementaire). Il est ensuite député de Queenborough entre 1807 et 1812 et entre 1820 et 1824. Il n’a pas laissé sa marque au Parlement en tant que débatteur et est qualifié de "simple courtisan, célèbre pour ses interminables histoires longues".
La Rolliad le désigne comme "Villiers, élégant avec les cheveux en lin" et le compare au Nérée d'Homère. Nathaniel Wraxall l'appelle également le "Nereus" des forces de Pitt et le mentionne comme un ardent défenseur de ce ministre amitié de laquelle il doit sa nomination à vie en février 1790 à la lucrative sinécure du gardien et de juge en chef à l'œil de toutes les forêts royales, des chasses, des parcs et des warrens au nord de Trent.
Le 6 février 1782, il est nommé conseiller du roi à la cour du duché de Lancastre par son père, alors chancelier du duché. Du 29 juillet 1786 jusqu'à son accession à la pairie, il est arpenteur des bois au sud du Trent du duché de Lancastre. Il est membre du Conseil privé et nommé contrôleur de la maison du roi le 19 février 1787. Il occupe ce poste à la Cour pendant trois ans et, le 24 février 1790, il est nommé commissaire à la chambre de commerce. Il est enregistreur et sous-commissaire de New Windsor de 1789 à 1806.
Lorsque l'ascension de la République française provoque des appréhensions en Grande-Bretagne, il est nommé colonel du Premier régiment de cavalerie le 14 mars 1794 et obtient le rang de colonel dans l'armée pendant son service sur le terrain. En juin 1804, il est nommé premier protonotaire des plaids communs dans le tribunal du comté de Lancastre, et occupe ce poste jusqu'à sa mort. Du 27 novembre 1808 au 10 janvier 1810, Villiers est envoyé à la cour du Portugal. À la mort de son frère aîné, Thomas Villiers (2e comte de Clarendon), le 7 mars 1824, il lui succède comme 3e comte de Clarendon et comte du royaume de Prusse, mais ne participe que peu par la suite à la vie publique, se consacrant à des activités religieuses et aux travaux charitables.
Il meurt subitement, le 22 décembre 1838, à son domicile de Walmer Terrace, Deal, Kent, à l'âge de 81 ans. Il est inhumé à Watford le 29 décembre.
Il est remplacé au comté par son neveu, George Villiers, devenu un homme d'État libéral distingué.

## Famille
Lord Clarendon se marie le 5 janvier 1791 à sa cousine Maria Eleanor Forbes, la fille de l'amiral John Forbes (1714-1796)  et Lady Mary Capell. . Sa mère, Lady Charlotte Capell et Lady Mary Capell, sont des sœurs, toutes deux filles de William Capell (3e comte d'Essex) et de Jane Hyde . Le couple a un enfant, Mary Harriet Villiers, décédée non mariée le 20 janvier 1835.